# Sztafeta Robotnicza
Sztafeta Robotnicza – sportowy dodatek do dziennika „Robotnik”, będący organem Związku Robotniczych Stowarzyszeń Sportowych. Gazeta wydawana była w latach 1929-1939. Jednym z jej redaktorów był trener Jan Mulak.